# Secretari d'Estat dels Estats Units
El Secretari o la Secretària d'Estat dels Estats Units és el cap del Departament d'Estat dels Estats Units, encarregat dels afers exteriors. Seria l'equivalent del Ministre d'Assumptes Exteriors o Ministre d'Exterior a altres països. El Secretari d'Estat és membre del gabinet i és el rang més alt entre els secretaris del gabinet tant en la línia de successió presidencial com en l'ordre de preferència. El càrrec de Secretari d'Estat és una de les posicions més importants del govern estatunidenc.
Segons la constitució dels Estats Units, el Secretari d'Estat realitza totes les tasques que el president li encomani, entre les quals, negociar amb els representants estrangers i dirigir la política de les ambaixades estatunidenques a l'estranger. El Secretari també és el principal conseller per al president, i en la determinació de la política exterior estatunidenca, i en dècades recents, ha esdevingut responsable de la direcció general, coordinació i supervisió de les activitats interdepartamentals del govern dels Estats Units a l'exterior, llevat d'algunes activitats militars.
En ocupar el rang més elevat entre els membres del gabinet, el Secretari d'Estat ocupa la quarta posició en la línia de successió presidencial estatunidenca, després del vicepresident dels Estats Units, del President de la Cambra de Representants dels Estats Units i del president pro tempore del Senat dels Estats Units.

## Els Secretaris d'Estat
Partits
Status
| #  | Imatge                     | Nom                         | Estat de Residència   | Inici del mandat        | Final del mandat          | President(s) sota els quals serví     |
| -- | -------------------------- | --------------------------- | --------------------- | ----------------------- | ------------------------- | ------------------------------------- |
| –  | John Jay                   | John Jay[A]                 | Nova York             | 26 de setembre de 1789  | 22 de març de 1790        | George Washington                     |
| 1  | Thomas Jefferson           | Thomas Jefferson[M]         | Virgínia              | 22 de març de 1790      | 31 de desembre de 1793    | George Washington                     |
| 2  | Edmund Randolph            | Edmund Randolph             | Virgínia              | 2 de gener de 1794      | 20 d'agost de 1795        | George Washington                     |
| 3  | Timothy Pickering          | Timothy Pickering           | Pennsilvània          | 20 d'agost de 1795      | 10 de desembre de 1795[B] | George Washington John Adams          |
| 3  | Timothy Pickering          | Timothy Pickering           | Pennsilvània          | 10 de desembre de 1795  | 12 de maig de 1800        | George Washington John Adams          |
| –  | Charles Lee                | Charles Lee[C]              | Virgínia              | 13 de maig de 1800      | 5 de juny de 1800         | John Adams                            |
| 4  | John Marshall              | John Marshall               | Virgínia              | 13 de juny de 1800      | 4 de març de 1801         | John Adams                            |
| –  | Levi Lincoln               | Levi Lincoln, Sr.[C]        | Massachusetts         | 5 de març de 1801       | 1 de maig de 1801         | Thomas Jefferson                      |
| 5  | James Madison              | James Madison[M]            | Virgínia              | 2 de maig de 1801       | 3 de març de 1809         | Thomas Jefferson                      |
| 6  | Robert Smith               | Robert Smith                | Maryland              | 6 de març de 1809       | 1 d'abril de 1811         | James Madison                         |
| 7  | James Monroe               | James Monroe[M]             | Virgínia              | 2 d'abril de 1811       | 30 de setembre de 1814    | James Madison                         |
| 7  | James Monroe               | James Monroe[M]             | Virgínia              | 30 de setembre de 1814  | 28 de febrer de 1815[B]   | James Madison                         |
| 7  | James Monroe               | James Monroe[M]             | Virgínia              | 28 de febrer de 1815    | 3 de març de 1817         | James Madison                         |
| –  |                            | John Graham                 | Kentucky              | 4 de març de 1817       | 9 de març de 1817         | James Monroe                          |
| –  |                            | Richard Rush[C]             | Pennsilvània          | 10 de març de 1817      | 22 de setembre de 1817    | James Monroe                          |
| 8  | John Quincy Adams          | John Quincy Adams[M]        | Massachusetts         | 5 de març de 1817       | 3 de març de 1825         | James Monroe                          |
| –  |                            | Daniel Brent                |                       | 4 de març de 1825       | 7 de març de 1825         | John Quincy Adams                     |
| 9  | Henry Clay                 | Henry Clay                  | Kentucky              | 7 de març de 1825       | 3 de març de 1829         | John Quincy Adams                     |
| –  |                            | James Alexander Hamilton    | Nova York             | 4 de març de 1829       | 27 de març de 1829        | Andrew Jackson                        |
| 10 | Martin Van Buren           | Martin Van Buren[M]         | Nova York             | 28 de març de 1829      | 23 de maig de 1831        | Andrew Jackson                        |
| 11 | Edward Livingston          | Edward Livingston           | Louisiana             | 24 de maig de 1831      | 29 de maig de 1833        | Andrew Jackson                        |
| 12 | Louis McLane               | Louis McLane                | Delaware              | 29 de maig de 1833      | 30 de juny de 1834        | Andrew Jackson                        |
| 13 | John Forsyth               | John Forsyth                | Geòrgia               | 1 de juliol de 1834     | 3 de març de 1841         | Andrew Jackson Martin Van Buren       |
| –  |                            | Jacob L. Martin             |                       | 4 de març de 1841       | 5 de març de 1841         | William Henry Harrison                |
| 14 | Daniel Webster             | Daniel Webster              | Massachusetts         | 6 de març de 1841       | 8 de maig de 1843         | William Harrison John Tyler           |
| –  |                            | Hugh S. Legaré              | Carolina del Sud      | 9 de maig de 1843       | 20 de juny de 1843        | John Tyler                            |
| –  |                            | William S. Derrick          |                       | 21 de juny de 1843      | 23 de juny de 1843        | John Tyler                            |
| 15 | Abel P. Upshur             | Abel P. Upshur              | Virgínia              | 24 de juny de 1843      | 23 de juliol de 1843[D]   | John Tyler                            |
| 15 | Abel P. Upshur             | Abel P. Upshur              | Virgínia              | 24 de juliol de 1843    | 28 de febrer de 1844      | John Tyler                            |
| –  |                            | John Nelson[C]              | Maryland              | 29 de febrer de 1844    | 31 de març de 1844        | John Tyler                            |
| 16 | John C. Calhoun            | John C. Calhoun             | Carolina del Sud      | 1 d'abril de 1844       | 10 de març de 1845        | John Tyler[E]                         |
| 17 | James Buchanan             | James Buchanan[M]           | Pennsilvània          | 10 de març de 1845      | 7 de març de 1849         | James K. Polk[E]                      |
| 18 | John M. Clayton            | John M. Clayton             | Delaware              | 8 de març de 1849       | 22 de juliol de 1850      | Zachary Taylor Millard Fillmore       |
| 19 | Daniel Webster             | Daniel Webster              | Massachusetts         | 23 de juliol de 1850    | 24 d'octubre de 1852      | Millard Fillmore                      |
| –  | Charles M. Conrad          | Charles M. Conrad[B]        | Louisiana             | 25 d'octubre de 1852    | 5 de novembre de 1852     | Millard Fillmore                      |
| 20 | Edward Everett             | Edward Everett              | Massachusetts         | 6 de novembre de 1852   | 3 de març de 1853         | Millard Fillmore                      |
| –  |                            | William Hunter[F]           | Rhode Island          | 4 de març de 1853       | 7 de març de 1853         | Franklin Pierce                       |
| 21 | William L. Marcy           | William L. Marcy            | Nova York             | 7 de març de 1853       | 6 de març de 1857         | Franklin Pierce[E]                    |
| 22 | Lewis Cass                 | Lewis Cass                  | Michigan              | 6 de març de 1857       | 14 de desembre de 1860    | James Buchanan                        |
| –  |                            | William Hunter              | Rhode Island          | 15 de desembre de 1860  | 16 de desembre de 1860    | James Buchanan                        |
| 23 | Jermiah S. Black           | Jeremiah S. Black           | Pennsilvània          | 17 de desembre de 1860  | 5 de març de 1861         | James Buchanan[E]                     |
| 24 | William M. Seward          | William H. Seward           | Nova York             | 5 de març de 1861       | 4 de març de 1869         | Abraham Lincoln Andrew Johnson        |
| 25 | Elihu B. Washburne         | Elihu B. Washburne          | Illinois              | 5 de març de 1869       | 16 de març de 1869        | Ulysses S. Grant                      |
| 26 | Hamilton Fish              | Hamilton Fish               | Nova York             | 17 de març de 1869      | 12 de març de 1877        | Ulysses S. Grant[E]                   |
| 27 | William M. Evarts          | William M. Evarts           | Nova York             | 12 de març de 1877      | 7 de març de 1881         | Rutherford B. Hayes[E]                |
| 28 | James G. Blaine            | James G. Blaine             | Maine                 | 7 de març de 1881       | 19 de desembre de 1881    | James A. Garfield Chester A. Arthur   |
| 29 | Frederick T. Frelinghuysen | Frederick T. Frelinghuysen  | Nova Jersey           | 19 de desembre de 1881  | 6 de març de 1885         | Chester Arthur[E]                     |
| 30 | Thomas F. Bayard           | Thomas F. Bayard, Sr.       | Delaware              | 7 de març de 1885       | 6 de març de 1889         | Grover Cleveland[E]                   |
| 31 | James G. Blaine            | James G. Blaine             | Maine                 | 7 de març de 1889       | 4 de juny de 1892         | Benjamin Harrison                     |
| –  | William F. Wharton         | William F. Wharton[G]       | Massachusetts         | 4 de juny de 1892       | 29 de juny de 1892        | Benjamin Harrison                     |
| 32 | John W. Foster             | John W. Foster              | Indiana               | 29 de juny de 1892      | 23 de febrer de 1893      | Benjamin Harrison                     |
| –  | William F. Wharton         | William F. Wharton[G]       | Massachusetts         | 24 de febrer de 1893    | 6 de març de 1893         | Benjamin Harrison Grover Cleveland    |
| 33 | Walter Q. Gresham          | Walter Q. Gresham           | Illinois              | 7 de març de 1893       | 28 de maig de 1895        | Grover Cleveland                      |
| –  |                            | Edwin F. Uhl[G]             | Michigan              | 28 de maig de 1895      | 9 de juny de 1895         | Grover Cleveland                      |
| 34 | Richard Olney              | Richard Olney               | Massachusetts         | 10 de juny de 1895      | 5 de març de 1897         | Grover Cleveland[E]                   |
| 35 | John Sherman               | John Sherman                | Ohio                  | 6 de març de 1897       | 27 d'abril de 1898        | William McKinley                      |
| 36 | William R. Day             | William R. Day              | Ohio                  | 28 d'abril de 1898      | 16 de setembre de 1898    | William McKinley                      |
| –  | Alvey A. Adee              | Alvey A. Adee[H]            | Nova York             | 17 de setembre de 1898  | 29 de setembre de 1898    | William McKinley                      |
| 37 | John Hay                   | John Hay                    | Districte de Colúmbia | 30 de setembre de 1898  | 1 de juliol de 1905       | William McKinley Theodore Roosevelt   |
| –  | Francis B. Loomis          | Francis B. Loomis[G]        | Ohio                  | 1 de juliol de 1905     | 18 de juliol de 1905      | Theodore Roosevelt                    |
| 38 | Elihu Root                 | Elihu Root                  | Nova York             | 19 de juliol de 1905    | 27 de gener de 1909       | Theodore Roosevelt                    |
| 39 | Robert Bacon               | Robert Bacon                | Nova York             | 27 de gener de 1909     | 5 de març de 1909         | Theodore Roosevelt[E]                 |
| 40 | Philander C. Knox          | Philander C. Knox           | Pennsilvània          | 6 de març de 1909       | 5 de març de 1913         | William Howard Taft[E]                |
| 41 | William Jennings Bryan     | William Jennings Bryan      | Nebraska              | 5 de març de 1913       | 9 de juny de 1915         | Woodrow Wilson                        |
| 42 | Robert Lansing             | Robert Lansing              | Nova York             | 9 de juny de 1915       | 23 de juny de 1915        | Woodrow Wilson                        |
| 42 | Robert Lansing             | Robert Lansing              | Nova York             | 24 de juny de 1915      | 13 de febrer de 1920      | Woodrow Wilson                        |
| –  |                            | Frank Polk[I]               | Nova York             | de febrer de 14, 1920   | de març de 12, 1920       | Woodrow Wilson                        |
| 43 | Bainbridge Colby           | Bainbridge Colby            | Nova York             | 23 de març de 1920      | 4 de març de 1921         | Woodrow Wilson                        |
| 44 | Charles Evans Hughes       | Charles Evans Hughes        | Nova York             | 5 de març de 1921       | 4 de març de 1925         | Warren G. Harding Calvin Coolidge     |
| 45 | Frank B. Kellogg           | Frank B. Kellogg            | Minnesota             | 5 de març de 1925       | 28 de març de 1929        | Calvin Coolidge Herbert Hoover        |
| 46 | Henry L. Stimson           | Henry L. Stimson            | Nova York             | 28 de març de 1929      | 4 de març de 1933         | Herbert Hoover                        |
| 47 | Cordell Hull               | Cordell Hull                | Tennessee             | 4 de març de 1933       | 30 de novembre de 1944    | Franklin D. Roosevelt                 |
| 48 | Edward Stettinius, Jr.     | Edward Stettinius, Jr.      | Virgínia              | 1 de desembre de 1944   | 27 de juny de 1945        | Franklin D. Roosevelt Harry S. Truman |
| –  | Joseph Grew                | Joseph Grew[I]              | Nou Hampshire         | 28 de juny de 1945      | 3 de juliol de 1945       | Harry S. Truman                       |
| 49 | James F. Byrnes            | James F. Byrnes             | Carolina del Sud      | 3 de juliol de 1945     | 21 de gener de 1947       | Harry S. Truman                       |
| 50 | George Marshall            | George Marshall             | Pennsilvània          | 21 de gener de 1947     | 20 de gener de 1949       | Harry S. Truman                       |
| 51 | Dean Acheson               | Dean Acheson                | Connecticut           | 21 de gener de 1949     | 20 de gener de 1953       | Harry S. Truman                       |
| –  |                            | Harrison F. Matthews[J]     | Maryland              | 20 de gener de 1953     | 21 de gener de 1953       | Dwight D. Eisenhower                  |
| 52 | John Foster Dulles         | John Foster Dulles          | Nova York             | 21 de gener de 1953     | 22 d'abril de 1959        | Dwight D. Eisenhower                  |
| 53 | Christian Herter           | Christian Herter            | Massachusetts         | 22 d'abril de 1959      | 20 de gener de 1961       | Dwight D. Eisenhower                  |
| –  | Livingston T. Merchant     | Livingston T. Merchant      | Districte de Colúmbia | 20 de gener de 1961     | 21 de gener de 1961       | John F. Kennedy                       |
| 54 | Dean Rusk                  | Dean Rusk                   | Nova York             | 21 de gener de 21, 1961 | 20 de gener de 20, 1969   | John F. Kennedy Lyndon B. Johnson     |
| –  | Charles E. Bohlen          | Charles E. Bohlen           | Washington, DC        | 20 de gener de 1969     | 22 de gener de 1969       | Richard Nixon                         |
| 55 | William P. Rogers          | William P. Rogers           | Maryland              | 22 de gener de 1969     | 3 de setembre de 1973     | Richard Nixon                         |
| –  | Kenneth Rush               | Kenneth Rush                | Florida               | 3 de setembre de 1973   | 22 de setembre de 1973    | Richard Nixon                         |
| 56 | Henry Kissinger            | Henry Kissinger             | Districte de Colúmbia | 22 de setembre de 1973  | 20 de gener de 1977       | Richard Nixon Gerald Ford             |
| –  |                            | Philip Habib                | Califòrnia            | 20 de gener de 1977     | 23 de gener de 1977       | Jimmy Carter                          |
| 57 | Cyrus Vance                | Cyrus Vance                 | Nova York             | 23 de gener de 1977     | 28 d'abril de 1980        | Jimmy Carter                          |
| –  | Warren Christopher         | Warren Christopher[K]       | Califòrnia            | 28 d'abril de 1980      | 2 de maig de 1980         | Jimmy Carter                          |
| –  |                            | David D. Newsom[L]          |                       | 2 de maig de 1980       | 3 de maig de 1980         | Jimmy Carter                          |
| –  |                            | Richard N. Cooper[N]        |                       | 3 de maig de 1980       | Jimmy Carter              |                                       |
| –  |                            | David D. Newsom[L]          |                       | 3 de maig de 1980       | 4 de maig de 1980         | Jimmy Carter                          |
| –  | Warren Christopher         | Warren Christopher[K]       | Califòrnia            | 4 de maig de 1980       | 8 de maig de 1980         | Jimmy Carter                          |
| 58 | Edmund Muskie              | Edmund Muskie               | Maine                 | 8 de maig de 1980       | 20 de gener de 1981       | Jimmy Carter                          |
| 59 | Alexander Haig             | Alexander Haig              | Connecticut           | 22 de gener de 1981     | 5 de juliol de 1982       | Ronald Reagan                         |
| –  | Walter John Stoessel       | Walter J. Stoessel[K]       | Califòrnia            | 5 de juliol de 1982     | 16 de juliol de 1982      | Ronald Reagan                         |
| 60 | George P. Shultz           | George P. Shultz            | Califòrnia            | 16 de juliol de 1982    | 20 de gener de 1989       | Ronald Reagan                         |
| –  |                            | Michael Armacost[L]         | Maryland              | 20 de gener de 1989     | 25 de gener de 1989       | George H. W. Bush                     |
| 61 | James Baker                | James Baker                 | Texas                 | 25 de gener de 1989     | 23 d'agost de 1992        | George H. W. Bush                     |
| 62 | Lawrence Eagleburger       | Lawrence Sidney Eagleburger | Florida               | 23 d'agost de 1992      | 8 de desembre de 1992[K]  | George H. W. Bush                     |
| 62 | Lawrence Eagleburger       | Lawrence Sidney Eagleburger | Florida               | 8 de desembre de 1992   | 20 de gener de 1993       | George H. W. Bush                     |
| –  |                            | Arnold Kanter[L]            | Virgínia              | 20 de gener de 1993     | Bill Clinton              |                                       |
| –  | Frank G. Wisner            | Frank G. Wisner[O]          |                       | 20 de gener de 1993     | Bill Clinton              |                                       |
| 63 | Warren Christopher         | Warren Christopher          | Califòrnia            | 20 de gener de 1993     | 17 de gener de 1997       | Bill Clinton                          |
| 64 | Madeline Albright          | Madeleine Albright          | Districte de Colúmbia | 27 de gener de 1997     | 20 de gener de 2001       | Bill Clinton                          |
| 65 | Colin Powell               | Colin Powell                | Nova York             | 20 de gener de 2001     | 26 de gener de 2005       | George W. Bush                        |
| 66 | Condoleezza Rice           | Condoleezza Rice            | Califòrnia            | 26 de gener de 2005     | 20 de gener de 2009       | George W. Bush                        |
| –  | William Joseph Burns       | William Joseph Burns        | Districte de Colúmbia | 20 de gener de 2009     | 21 de gener de 2009       | Barack Obama                          |
| 67 | Hillary Rodham Clinton     | Hillary Rodham Clinton      | Nova York             | 21 de gener de 2009     | 1 de febrer de 2013       | Barack Obama                          |
| 68 | John Kerry                 | John Kerry                  | Massachusetts         | 1 de febrer de 2013     | 20 de gener de 2017       | Barack Obama                          |
| 69 | Rex Tillerson              | Rex Tillerson               | Texas                 | 1 de febrer de 2017     | 31 de març de 2018        | Donald Trump                          |
| -  |                            | John J. Sullivan            | Massachusetts         | 1 de abril de 2018      | 25 d'abril de 2018        | Donald Trump                          |
| 70 |                            | Mike Pompeo                 | Kansas                | 26 d'abril de 2018      | 25 de gener de 2021       | Donald Trump                          |
| 71 |                            | Antony Blinken              | Nova York             | 26 de gener de 2021     |                           | Joe Biden                             |

Secretary Blinken's Official Department Photo (cropped).jpg